# 名古屋大学附属図書館
名古屋大学附属図書館（なごやだいがくふぞくとしょかん）は、愛知県名古屋市の名古屋大学構内にある大学図書館。

## 概要
1939年（昭和14年）設立。大学の教育・研究活動に必要な学術情報の利用提供を主な目的としており、東山キャンパスの中央図書館（1981年竣工）と鶴舞キャンパスの医学部分館、大幸キャンパスの保健学図書室などに加えて、学部や研究所などに附属する約30か所の部局図書室で構成され、蔵書数は約335万冊（2019年度）。
なお、東山キャンパスの先代図書館（古川図書館、1964年竣工）の建物は、名古屋大学博物館となっている。

## 所蔵品
中央図書館のほか、各部局図書館においても教育・研究用に国内外の貴重な文書を所蔵し、一部については電子化も進めている。
高木家文書が国の重要文化財。

## 利用
前述の通り学内利用を主な目的としており、中央図書館については学外の人間でも利用可能となっているが一部利用に制限がある。また、部局図書室の学外者利用については個別に細則が存在する。